# Йордан Шурков
Йордан (Юрдан) Стоянов Шурков е български революционер, драматург и журналист, участник в македоно-одринското освободително движение.

## Биография
Роден е във Велес. По-късно отива да учи в Княжество България. Включва се, като ученик в Пловдив, в дейността на Македонския таен революционен комитет. Мести се в Солун. Убеден социалист, през 1897 година той започва да проповядва сред гимназистите от българската мъжка гимназия марксистки идеи. Там се среща със своя познат от пловдивския кръжок Слави Мерджанов, с когото формира групата на гемиджиите. По-късно се присъединява към ВМОРО.
Открива книжарница във Велес и се занимава с издателска и писателска дейност. През лятото на 1903 година група революционни дейци от Велешка околия, в която главна роля играе Йордан Шурков, проектира план за убийството и на сръбския крал Александър Обренович, когото смятали за главен виновник за сръбската пропаганда в региона, но планът се проваля, поради убийството на краля от заговорници в Белград.
Емигрира в Русия, където участва в Януарската революция през 1905 година. Връща се в България и се включва в левицата на ВМОРО, като подкрепя санданистите. Пише статии за вестник „Камбана“.
След Младотурската революция през 1908 година се връща в Османската империя и участва в дейността на Народната федеративна партия (българска секция). Шурков заедно с Ф. Байрактаров е делегат от Скопие на Учредителния конгрес на партията, провел се през август 1909 година в Солун. Първоначално е активен в Одринско, а после се мести в Македония. През 1909 година, след контрапреврата в Цариград, Шурков взима участие в Комитета за обществена безопасност във Велес, който ръководи гражданските и военни власти в региона. В състава на комитета влизат 6 българи и 6 турци, като сърбоманите са изключени.
По време на първата сръбска окупация 1912 – 1915 година, той предупреждава всички застрашени от арести българи. Впоследствие Шурков е арестуван. Той е бит както вън, така и в затвора. След избухването на Първата световна война е сред ръководителите на съпротивата срещу сръбския режим и се включва в Комитета на дезертьорите.
След Първата световна война Шурков е виден деец на македонската емиграция в България. Представител е на Велешкото братство на Учредителния събор на Съюза на македонските емигрантски организации, проведен в София от 22 до 25 ноември 1918 година.
През 1919 година издава в Горна Джумая вестник „Македонска сълза“. През 1921 година Шурков се установява да живее със семейството в Петрич, където се включва активно в обществено-културния живот на града. Участва като делегат от Петричкото македонско братство в обединителния конгрес на Македонската федеративна организация и Съюза на македонските емигрантски организации от януари 1923 година. По време на Петричкия инцидент през октомври 1925 година, успешно организира продоволствието на бойците от фронтовата линия.
Шурков се изявява като драматург и пише редица пиеси. Той е автор на следните произведения: „Постигнат блян“ (1926) – драма, „Към бунт“ – драма, „Отмъщение“ – драма, „Неразумна шега“ – трагедия.
Умира на 27 октомври 1929 година в София.

## Родословие
|  |  |  |  |  |  |  |  |                            |                            |                            |                            |                            |                            |  |  |                            |                            |                            |                            |                            |                            |  |  |                             |                             |                             |                             |                             |                             |  |  |                   |                   |                   |                   |                   |                   |  |  |                   |                   |                   |                   |                   |                   |  |  |                  |                  |                  |                  |                  |                  |  |  |                            |                            |                            |                            |                            |                            |  |  |
|  |  |  |  |  |  |  |  |                            |                            |                            |                            |                            |                            |  |  |                            |                            |                            |                            |                            |                            |  |  |                             |                             |                             |                             |                             |                             |  |  |                   |                   |                   |                   |                   |                   |  |  |                   |                   |                   |                   |                   |                   |  |  |                  |                  |                  |                  |                  |                  |  |  |                            |                            |                            |                            |                            |                            |  |  |
|  |  |  |  |  |  |  |  | Димитър Шурков (? – 1901)  | Димитър Шурков (? – 1901)  | Димитър Шурков (? – 1901)  | Димитър Шурков (? – 1901)  | Димитър Шурков (? – 1901)  | Димитър Шурков (? – 1901)  |  |  | Яне Шурков                 | Яне Шурков                 | Яне Шурков                 | Яне Шурков                 | Яне Шурков                 | Яне Шурков                 |  |  | Стоян Шурков                | Стоян Шурков                | Стоян Шурков                | Стоян Шурков                | Стоян Шурков                | Стоян Шурков                |  |  | Екатерина Шуркова | Екатерина Шуркова | Екатерина Шуркова | Екатерина Шуркова | Екатерина Шуркова | Екатерина Шуркова |  |  | Дове Шурков       | Дове Шурков       | Дове Шурков       | Дове Шурков       | Дове Шурков       | Дове Шурков       |  |  |                  |                  |                  |                  |                  |                  |  |  | Пано Шурков                | Пано Шурков                | Пано Шурков                | Пано Шурков                | Пано Шурков                | Пано Шурков                |  |  |
|  |  |  |  |  |  |  |  | Димитър Шурков (? – 1901)  | Димитър Шурков (? – 1901)  | Димитър Шурков (? – 1901)  | Димитър Шурков (? – 1901)  | Димитър Шурков (? – 1901)  | Димитър Шурков (? – 1901)  |  |  | Яне Шурков                 | Яне Шурков                 | Яне Шурков                 | Яне Шурков                 | Яне Шурков                 | Яне Шурков                 |  |  | Стоян Шурков                | Стоян Шурков                | Стоян Шурков                | Стоян Шурков                | Стоян Шурков                | Стоян Шурков                |  |  | Екатерина Шуркова | Екатерина Шуркова | Екатерина Шуркова | Екатерина Шуркова | Екатерина Шуркова | Екатерина Шуркова |  |  | Дове Шурков       | Дове Шурков       | Дове Шурков       | Дове Шурков       | Дове Шурков       | Дове Шурков       |  |  |                  |                  |                  |                  |                  |                  |  |  | Пано Шурков                | Пано Шурков                | Пано Шурков                | Пано Шурков                | Пано Шурков                | Пано Шурков                |  |  |
|  |  |  |  |  |  |  |  |                            |                            |                            |                            |                            |                            |  |  |                            |                            |                            |                            |                            |                            |  |  |                             |                             |                             |                             |                             |                             |  |  |                   |                   |                   |                   |                   |                   |  |  |                   |                   |                   |                   |                   |                   |  |  |                  |                  |                  |                  |                  |                  |  |  |                            |                            |                            |                            |                            |                            |  |  |
|  |  |  |  |  |  |  |  |                            |                            |                            |                            |                            |                            |  |  |                            |                            |                            |                            |                            |                            |  |  |                             |                             |                             |                             |                             |                             |  |  |                   |                   |                   |                   |                   |                   |  |  |                   |                   |                   |                   |                   |                   |  |  |                  |                  |                  |                  |                  |                  |  |  |                            |                            |                            |                            |                            |                            |  |  |
|  |  |  |  |  |  |  |  | Петър Шурков (1893 – 1934) | Петър Шурков (1893 – 1934) | Петър Шурков (1893 – 1934) | Петър Шурков (1893 – 1934) | Петър Шурков (1893 – 1934) | Петър Шурков (1893 – 1934) |  |  | Димчо Шурков (1873 – 1893) | Димчо Шурков (1873 – 1893) | Димчо Шурков (1873 – 1893) | Димчо Шурков (1873 – 1893) | Димчо Шурков (1873 – 1893) | Димчо Шурков (1873 – 1893) |  |  | Йордан Шурков (1878 – 1929) | Йордан Шурков (1878 – 1929) | Йордан Шурков (1878 – 1929) | Йордан Шурков (1878 – 1929) | Йордан Шурков (1878 – 1929) | Йордан Шурков (1878 – 1929) |  |  | Михаил Шурков     | Михаил Шурков     | Михаил Шурков     | Михаил Шурков     | Михаил Шурков     | Михаил Шурков     |  |  | Пандора Клисарова | Пандора Клисарова | Пандора Клисарова | Пандора Клисарова | Пандора Клисарова | Пандора Клисарова |  |  | Димитър Клисаров | Димитър Клисаров | Димитър Клисаров | Димитър Клисаров | Димитър Клисаров | Димитър Клисаров |  |  | Андон Шурков (1900 – 1938) | Андон Шурков (1900 – 1938) | Андон Шурков (1900 – 1938) | Андон Шурков (1900 – 1938) | Андон Шурков (1900 – 1938) | Андон Шурков (1900 – 1938) |  |  |
|  |  |  |  |  |  |  |  | Петър Шурков (1893 – 1934) | Петър Шурков (1893 – 1934) | Петър Шурков (1893 – 1934) | Петър Шурков (1893 – 1934) | Петър Шурков (1893 – 1934) | Петър Шурков (1893 – 1934) |  |  | Димчо Шурков (1873 – 1893) | Димчо Шурков (1873 – 1893) | Димчо Шурков (1873 – 1893) | Димчо Шурков (1873 – 1893) | Димчо Шурков (1873 – 1893) | Димчо Шурков (1873 – 1893) |  |  | Йордан Шурков (1878 – 1929) | Йордан Шурков (1878 – 1929) | Йордан Шурков (1878 – 1929) | Йордан Шурков (1878 – 1929) | Йордан Шурков (1878 – 1929) | Йордан Шурков (1878 – 1929) |  |  | Михаил Шурков     | Михаил Шурков     | Михаил Шурков     | Михаил Шурков     | Михаил Шурков     | Михаил Шурков     |  |  | Пандора Клисарова | Пандора Клисарова | Пандора Клисарова | Пандора Клисарова | Пандора Клисарова | Пандора Клисарова |  |  | Димитър Клисаров | Димитър Клисаров | Димитър Клисаров | Димитър Клисаров | Димитър Клисаров | Димитър Клисаров |  |  | Андон Шурков (1900 – 1938) | Андон Шурков (1900 – 1938) | Андон Шурков (1900 – 1938) | Андон Шурков (1900 – 1938) | Андон Шурков (1900 – 1938) | Андон Шурков (1900 – 1938) |  |  |